# 舊高燕部落七祖神
舊高燕部落七祖神，是指台灣排灣族舊高燕部落（Padain，位於今屏東縣瑪家鄉）神話中的七位祖神，他們分別掌管著自然界的力量、創造人類和生命、或是開創部落，是舊高燕部落體系中最重要的七位神祇。

## 列表
七位祖神彼此間都是兄弟姊妹，他們分別是：
| 名字                                         | 排序       | 職責               | 備註                                                                                 |
| -------------------------------------------- | ---------- | ------------------ | ------------------------------------------------------------------------------------ |
| 姆阿蓋（Muakay/Samuakai/Moakai）             | 長女、老大 | 創造人類           | 後來帶領部分族人遷至伊拉部落（Tabasan，位於今屏東縣霧台鄉）                          |
| 撒奇努奇努（Sakinukinu/Sakinu）              | 長男、老二 | 創建部落、守護大地 | 遷至射鹿部落（Caljisi，位於今屏東縣瑪家鄉）上方，建立名為撒奇努社的部落。            |
| 卜拉魯幹（Pulalungan）                       | 次男、老三 | 掌管雷雨           | 爬到大武山上成為雷神，並且要求定期祭祀（五年祭）                                     |
| 布拉魯樣（Pulaluyan）                        | 三男、老四 | 無                 | 出海後沒有回來，要求定期祭祀（五年祭），一說遷往平地並成為平埔族祖先                 |
| 拉魯姆幹（Ljaljumgan/Salalemungan/Ramulgan） | 次女、老五 | 創建部落、守護人類 |                                                                                      |
| 薩迦拉魯拉魯（Sakaljaljuljalju/Kalui）       | 三女、老六 | 創建部落、守護嬰兒 |                                                                                      |
| 薩迦萬（Saljavan/salavan）                   | 四女、老么 | 創造人類           | 後來帶領部分族人遷至筏灣部落，在部分舊高燕部落體系的族群中被視為創造一切的創世女神。 |

### 其他神祇
除了以上七位神祇之外，姆阿蓋和薩迦萬的朋友馬督故（Matjuku）因為在創造人類的時候幫忙她們看守家門避免有人打擾，因此和她們一同被祭祀，為助手神。

### 其他說法
另有版本中沒有姆阿蓋和布拉魯樣，而是地震神魯尼（Luni）和海神達伊魯萬（Tjairuvalj）。